# Fuoco verde
Fuoco verde (Green Fire) è un film d'avventura del 1954 diretto da Andrew Marton, con protagonisti Stewart Granger e Grace Kelly.

## Trama
Rian X. Mitchell è in Colombia a cercare smeraldi e trova del berillo. Si convince che in quella stessa montagna è nascosto un prezioso filone verde. Tornato in città da Victor Leonard, suo socio disilluso da anni di ricerche infruttuose, cerca di convincerlo a restare con lui finanziando lo scavo della miniera e, dopo varie vicissitudini, riesce nell'intento. Così, raggiunta la piantagione di caffè (che è sotto alla montagna) gestita da Catherine Knowland e suo fratello, i due soci vi si stabiliscono fronteggiando le insidie date da "El Moro", brigante locale.

Il soggetto riprende la storia del film in B/N dal titolo BLOWING WILD, dell'anno prima, interpretato da Gary Cooper (Jeff Dawson), Barbara Stanwyck (Marina Conway), Ward Bond (Dutch Peterson), Anthony Quinn (Ward "Paco" Conway).
- Wikiquote contiene citazioni da Fuoco verde
- Wikimedia Commons contiene immagini o altri file su Fuoco verde